# Llista de castellans d'Amposta
Aquesta és la llista de castellans que van regir la Castellania d'Amposta:
- Ramon Berenguer IV de Barcelona 1154
- Gaufred de Bresol 1157-1158
- Arbert de Petra 1164-1165
- Pere de Besora 1164-1165
- Ramon de Verdú 1173
- Alfons 1174-1178
- Bernat d'Altés 1179-1180
- Ermengol d'Aspa 1180-1182
- Pedro Simén de Luna 1184
- García de Lisa 1185-1188
- Pedro López de Luna 1188
- Fortún Cabeza 1188-1198
- Martín de Aibar 1198-1200
- Ximén de Labata 1201-1205
- Martín de Andos 1206-1211
- Berenguer de Miralles 1213
- Ramon d'Iscles 1216-1217
- Garcia Artiga 1218-1221
- Folch de Tornell 1221-1227
- Bermon de Montearenyo 1225
- Ramon d'Alsamora 1228
- Hug de Folcalquier 1230-1244
- Guerau Amic 1245
- Pere d'Alcalà 1246-1252
- Pere de Granyena 1253-1254
- Gueau Amic 1255-1258
- Guiu de la Guespa 1261-1264
- Ramon de Ribelles 1276-1282
- Galceran de Timor 1286
- Bernenguer d'Almenara 1289
- Ramon de Ribelles 1299-1301
- Pere de Soler 1306-1309
- Ramon d'Empúries 1314
- Martín Pérez de Oros 1316-1319
- Sanç d'Aragó 1328-1341
- Juan Fernández de Heredia 1346-1376
- Martín de Lihori 1379-1392
- Pedro Rodrigo de Moros 1397-1409
- Berenguer de Castelló 1415
- Gonzalo de Funes 1417-1420
- Pedro de Liñán 1420-1421
- Dalmau Ramon de Xetmar 1421-1427
- Joan de Vilagut 1427-1444
- Pere Ramon Sacosta 1446-1461
- Bernat Hug de Rocabertí 1461-1485
- Pedro Fernández de Heredia 1488-1490
- Diomedes de Vilaragut 1492-1496
- Lope Días de Escorón 1505-1506
- Joan d'Aragó 1506-1517
- Francesc de Montserrat 1518-1519
- Jeroni Canell 1522-1524
- Joan d'Aragó 1535
- Miguel Juan del Castellar 1560-1564
- Luis de Talavera 1570-1573
- Francisco Pomar 1583
- Luprecio del Poyo 1594
- Jerónimo de Foces 1600
- Frederic de Meca 1602
- Martín de Ferreira 1605
- Felipe de Bardaxí 1625
- Jerónimo de Medina 1649
- Vicent Carròs 1655-1658
- Jaume de Bellvís 1664
- Pedro Dávalos Maza y Rocamora 1674-1702
- Félix de Ayerbe 1717
- Gaspar de la Figuera 1723
- Manuel de Sada y Antillón 1732-1755
- Miquel Dolz 1765-1774
- Vicente de la Figuera 1776-1787
- Antonio Lores 1790-1791
- Pérez de Sarrión 1796-1798
- Francesc de Paula de Borbó 1827-1851